# Chicago VI
| 전문가 평가              | 전문가 평가 |
| 평가 점수                | 평가 점수   |
| 출처                     | 점수        |
| ------------------------ | ----------- |
| AllMusic                 | [ 1 ]       |
| Christgau's Record Guide | C           |
| Rolling Stone            | (not rated) |

《Chicago VI》는 미국의 록 밴드 시카고의 다섯 번째 스튜디오 음반으로, 1973년 6월 25일, 컬럼비아 레코드를 통해 발매되었다. 이 음반은 미국에서 1위를 차지한 연속 다섯 장의 음반 중 두 번째 작품이며, 발매 한 달도 채 되지 않아 골드 인증을 받았고 이후 더블 플래티넘 인증을 획득했다. 이 음반은 퍼커셔니스트 라우디르 지 올리베이라가 처음으로 참여한 작품으로, 그는 이후 《Chicago VIII》부터 정식 멤버가 되었다. 《Chicago VI》는 원년 멤버들이 커버에 등장한 최초의 스튜디오 음반이며, 공동 창립자이자 리더였던 테리 캐스의 사망 이전에 촬영된 마지막 커버 사진이기도 하다.

## 배경
시카고의 초기 다섯 장의 음반 대부분을 뉴욕시에서 녹음했던 프로듀서 제임스 윌리엄 거르시오는, 1972년 콜로라도주 네덜랜드에 자신만의 카리부 스튜디오를 건설하였다(두 번째 음반의 일부는 로스앤젤레스 CBS 스튜디오에서 녹음되었다). 스튜디오는 다음 해 2월, 시카고가 여섯 번째 음반을 녹음하기에 맞춰 완공되었으며, 이후 4년간 밴드의 주요 녹음 장소로 사용되었다.
로버트 램은 이 음반의 수록곡 절반을 작곡했으며, 이 중에는 시카고에 비판적인 평론가들을 향한 그의 반응을 담은 〈Critics' Choice〉도 포함되어 있다. 제임스 판코우는 음반의 두 히트곡 〈Just You 'n' Me〉 (빌보드 핫 100 차트 4위)와 〈Feelin' Stronger Every Day〉 (차트 10위)를 작곡했다. 후자는 피터 세테라와의 공동 작곡으로, 세테라는 이 곡을 포함해 〈In Terms of Two〉를 작곡하고 세 곡 모두에서 리드 보컬을 맡았다.
1973년 6월에 발매된 《Chicago VI》는 또 하나의 상업적 성공을 거두었으며, 미국 빌보드 200 차트에서 비연속적으로 총 다섯 주 동안 1위를 차지했다. 음반은 발매 한 달도 채 되지 않아 미국 음반 산업 협회(RIAA)로부터 골드 인증을 받았고, 1986년에는 더블 플래티넘 인증을 획득했다. 이는 RIAA가 1976년 이전에 발매된 음반에도 플래티넘 인증을 부여하기 시작한 첫 해였다. 한편, 밴드의 초기 세 장의 스튜디오 음반이 영국 차트에서 모두 톱 10에 진입했던 것과 달리, 《Chicago VI》는 영국 차트에 오르지 못했다.
이 음반은 스테레오와 쿼드라포닉 두 가지 버전으로 믹싱 및 발매되었다. 미국에서 처음 발매된 CD (컬럼비아 CK #32400)는 조 개스트워트가 마스터링을 맡았다. 2002년에는 라이노 레코드가 〈Chicago VI〉를 리마스터하여 재발매했으며, 보너스 트랙으로 테리 캐스의 데모곡 〈Beyond All Our Sorrows〉와 1973년 TV 스페셜 《Chicago in the Rockies》에서 녹음된 알 그린의 〈Tired of Being Alone〉이 수록되었다. 2013년에는 오디오파일 재발매 전문 회사인 모바일 피델리티 사운드 랩이 〈Chicago VI〉를 리마스터해 하이브리드 SACD로 발매했으며, 이는 CD 플레이어와 SACD 플레이어 모두에서 재생이 가능하다.

## 곡 목록
| #  | 제목                            | 작사·작곡     | 리드 보컬        | 재생 시간 |
| -- | ------------------------------- | ------------- | ---------------- | --------- |
| 1. | 〈Critics' Choice〉             | 로버트 램     | 램               | 2:49      |
| 2. | 〈Just You 'n' Me〉             | 제임스 판코우 | 피터 세테라      | 3:42      |
| 3. | 〈Darlin' Dear〉                | 램            | 램               | 2:56      |
| 4. | 〈Jenny〉                       | 테리 캐스     | 캐스             | 3:31      |
| 5. | 〈What's This World Comin' To〉 | 판코우        | 램, 세테라, 캐스 | 4:58      |

| #   | 제목                                      | 작사·작곡      | 리드 보컬                 | 재생 시간 |
| --- | ----------------------------------------- | -------------- | ------------------------- | --------- |
| 6.  | 〈Something in This City Changes People〉 | 램             | 캐스, 램, 세테라, 리 로언 | 3:42      |
| 7.  | 〈Hollywood〉                             | 램             | 램                        | 3:52      |
| 8.  | 〈In Terms of Two〉                       | 세테라         | 세테라                    | 3:29      |
| 9.  | 〈Rediscovery〉                           | 램             | 램                        | 4:47      |
| 10. | 〈Feelin' Stronger Every Day〉            | 세테라, 포스터 | 세테라                    | 4:15      |

## 인증
| 국가                       | 인증        | 판매량/출하량 |
| -------------------------- | ----------- | ------------- |
| 캐나다 (뮤직 캐나다)       | 플래티넘    | 100,000^      |
| 미국 (RIAA)                | 2× 플래티넘 | 2,000,000^    |
| ^출하량을 기반으로 한 인증 |             |               |